# Adolf Gottschalck
August Adolph Gottschalck (* 28. August 1794 in Sondershausen; † 25. März 1855 ebenda) war ein hochrangiger Verwaltungsjurist im Fürstentum Schwarzburg-Sondershausen.

## Leben
Adolph Gottschalck war der älteste überlebende Sohn aus der vierten Ehe des Regierungs- und Konsistorialrats Georg Karl Ludwig Gottschalck (* 22. Juni 1733, † 1. Oktober 1805) mit Johanne Marie Christiane geb. Giseke (* 11. Mai 1759, † 9. Oktober 1833), Tochter des Pfarrers und Dichters Nikolaus Dietrich Giseke. Der Vater veranlasste den Neubau des bekannten Gottschalckschen Hauses in Sondershausen. Nach vergeblichen Verkaufsversuchen 1834 und 1838 erwarb Adolf das Haus von den übrigen Erben als seinen Alleinbesitz, zusammen mit seinem Neffen, dem Baumeister Hermann Theodor Gottschalck (* 1813).
Adolphs jüngerer Bruder Carl (1801–1868) war ab Juli 1850 Landrat von Ebeleben und ein prominenter Landtagsabgeordneter. Sein Halbbruder Kaspar Friedrich (1752–1854) aus der zweiten Ehe des Vaters war der Autor der Familienchronik. Adolph heiratete am 12. Oktober 1826 Friederike Henriette Louise Freitag (* 4. Mai 1805 in Sondershausen; † 6. Juli 1882 ebenda), Tochter des Forstrats Joh. Anton Christoph Freitag und seiner Frau Christiana Emilie geb. Brinkmann. Die Tochter Therese (* 25. November 1834, † 1903 in Naumburg) heiratete 1854 den späteren hochrangigen Juristen und Landtagsabgeordneten Carl Höland.
Gottschalck besuchte von 1803 bis 1808 die Unterrichtsanstalt, die sein Onkel Otto Giseke neben seiner Pfarrei in Ebeleben betrieb, und anschließend die Schule in Sondershausen. Er studierte 1814–1817 Rechtswissenschaft in Jena; dabei wurde er 1815 Mitglied der Urburschenschaft. Im Januar 1819 wurde er Regierungs- und Konsistorial-Sekretär in Sondershausen, im November 1820 Assessor. Im April 1824 wurde er Rat, im Oktober 1825 Regierungs- und Konsistorialrat. Im Mai 1844 erhielt er interimistisch den Vorsitz in der Fürstlichen Militärkommission; im Juli wurde er zum Ober-Regierungsrat befördert. Im Mai 1845 erhielt er zusätzlich den interimistischen Vorsitz in der Steuerkommission. Im März 1847 erhielt er die Qualifikation als Stellvertreter des Regierungs-Präsidenten. Nachdem der Präsident Schönemann zum 1. April 1848 freigestellt worden war, übte Gottschalck die Präsidentenfunktion in der Sondershäuser Regierung aus. Bei der Verwaltungsreform 1850 wurde die Regierung aufgelöst; er wurde zum 1. Juli 1850 Landrat des neu gebildeten Bezirks Sondershausen. Zum November 1854 wurde er wegen leidender Gesundheit zur Disposition gestellt.
Gottschalck gehörte zu den Gründungsmitgliedern des Sondershäuser Hauptvereins der Gustav-Adolf-Stiftung im November 1844. Er war Mitglied des Vorstands von der ersten Wahl Anfang Dezember 1844 bis zur Neuwahl Ende November 1853.

## Nachweise
1. ↑  Todesanzeige und Kirchenamtsangabe in Fürstlich Schwarzb. Regierungs- und Intelligenz-Blatt vom 31. März und 12. Mai 1855, S. 164 und S. 238.
2. ↑  Todesanzeige in Regierungs- und Intelligenz-Blatt vom 13. Oktober 1833, S. 330.
3. ↑  Regierungs- und Intelligenz-Blatt vom 9. März 1834, S. 86f., und Fürstlich Schwarzb. Regierungs- und Intelligenz-Blatt vom 16. Juni 1838, S. 201f.
4. ↑  Todesanzeige und Standesamtsangabe in Der Deutsche. Zeitung für Thüringen und den Harz vom 8. Juli 1882, Nr. 158, bzw. 4. August,  Nr. 181.
5. ↑  Heiratsangabe in Regierungs- und Intelligenz-Blatt vom 9. Dezember 1826, S. 395.
6. ↑  Geburtsanzeige und Taufangabe in Regierungs- und Intelligenz-Blatt vom 30. November 1834, S. 394, und 11. Januar 1835, S. 12.
7. ↑  Heiratsangabe in Fürstlich Schwarzb. Regierungs- und Intelligenz-Blatt vom 16. September 1854, S. 458.
8. ↑  Nachrichten von der Familie Giseke von Günther Giseke. 1843, S. 21.
9. ↑  eingeschrieben am 15. Mai 1814 (Matrikel der Universität Jena 1801‒1854, S. 70).
10. ↑  Regierungs- und Intelligenz-Blatt vom 10. April 1824, S. 115, und vom 8. Oktober 1825, S. 321.
11. ↑  Fürstlich Schwarzb. Regierungs- und Intelligenz-Blatt vom 4. Mai 1844, S. 177, und vom 20. Juli, S. 297.
12. ↑  Fürstlich Schwarzb. Regierungs- und Intelligenz-Blatt vom 17. Mai 1845, S. 191.
13. ↑  Fürstlich Schwarzb. Regierungs- und Intelligenz-Blatt vom 22. Juni 1850, S. 260.
14. ↑  Fürstlich Schwarzb. Regierungs- und Intelligenz-Blatt vom 4. November 1854, S. 511f.
15. ↑  Gründungsaufruf und Wahl in Fürstlich Schwarzb. Regierungs- und Intelligenz-Blatt vom 9. November und 14. Dezember 1844, S. 439f. bzw. 488; Neuwahlergebnis im Blatt vom 21. Januar 1854, S. 37f.

| Personendaten    | Personendaten                  |
| ---------------- | ------------------------------ |
| NAME             | Gottschalck, Adolf             |
| ALTERNATIVNAMEN  | Gottschalck, August Adolph     |
| KURZBESCHREIBUNG | deutscher Jurist und Politiker |
| GEBURTSDATUM     | 28. August 1794                |
| GEBURTSORT       | Sondershausen                  |
| STERBEDATUM      | 25. März 1855                  |
| STERBEORT        | Sondershausen                  |